# Гомбоев, Жамбал-Доржи
Панди́то Хамбо́-ла́ма XIX Жамба́л-Доржи́ Гомбо́ев (1897—1983) — бурятский религиозный деятель, глава Центрального духовного управления буддистов СССР в 1963—1982 годах.

## Биография
Родился 10 сентября 1897 года в местности Аса-Шибирь близ улуса Таптанай Агинской степной думы Забайкальской области Российской империи в семье бурята рода бодонгут Гомбо Дамдинова. В возрасте 8 лет был представлен родителями, будучи в паломничестве в Урге, Далай-ламе XIII. В 1908 году поступил в Агинский дацан и в 1918 году, защитив степень гэбши, отправился преподавать философию в Тункинскую долину в Хандагатайский дацан. Пройдя все ступени духовного посвящения в дацанах Бурятии и монгольском монастыре Гандантэгченлин, в 1930 году вернулся в Агинский дацан, где защитил звание габжи.
В период антирелигиозных гонений в СССР в 1937 году Гомбоев уехал совместно с сородичами в Красноярский край, где работал на стеклозаводе. С началом Великой Отечественной войны в августе 1941 года был призван в ряды Красной Армии. Был дважды ранен; награждён тремя медалями (одна медаль «За отвагу»). Демобилизован в апреле 1943 года по инвалидности с отбытием обратно в Красноярский край.
В 1947 году Жамбал-Доржи Гомбоев вернулся во вновь открытый Агинский дацан. Исполнял обязанности «держателя дисциплины» гэсхы. В 1956 году избран Дид Хамбо-ламой (заместителем Пандито Хамбо-ламы) и ширээтэ (настоятелем) Агинского дацана. В 1958 году участвовал в международной конференции, посвящённой 2500-летию Будды Шакьямуни в Дели.
В 1963 году Жамбал-Доржи Гомбоев был избран 19-м Пандито Хамбо-ламой, председателем Центрального духовного управления буддистов СССР. На этом посту внёс большой вклад в развитие буддизма: Гомбоев — один из основателей Азиатской буддийской конференции за мир (1970 год), бессменный вице-президент этой международной организации со штаб-квартирой в монастыре Гандантэгченлин и один из инициаторов создания в Монголии Буддийского университета; организатор строительства комплекса Иволгинского дацана, ходатайствовал перед правительством СССР о возвращении и восстановлении разрушенных монастырей. За заслуги в деле укрепления мира и развития международных связей удостоен орденами Дружбы народов и «Знак Почёта».
В 1982 году сложил обязанности духовного главы буддистов СССР. Умер на следующий год.

## Награды
- орден Дружбы народов
- орден «Знак Почёта» (16.03.1972)

## Память
В 2007 году в местности Аса-Шибирь близ села Таптанай Дульдургинского района Забайкальского края освящён субурган, воздвигнутый в честь 19-го Пандито Хамбо-ламы.